# Ennevelin
Ennevelin är en kommun i departementet Nord i regionen Hauts-de-France i norra Frankrike. Kommunen ligger i kantonen Pont-à-Marcq som tillhör arrondissementet Lille. År 2022 hade Ennevelin 2 417 invånare.

## Befolkningsutveckling
Antalet invånare i kommunen Ennevelin
| Referens: INSEE |